# علم الأسارير
علم الأسارير هو علم من علوم الكهانة يبحث عن الاستدلال بالخطوط الموجودة في كف الإنسان وقدمه وجبهته بحسب التقاطع والتباين والطول والعرض والقصر وسعة الفرجة الكائنة بينها وضيقها على أحواله كطول عمره وقصره وسعادته وشقاوته وغنائه وفقره.
ويعتبر هذا النوع من الممارسات نوع من علوم التنجيم أو العلوم الزائفة التي لا يوجد دليل أو حقيقة علمية تدل عليها.